# Istocheta subcinerea
Istocheta subcinerea is een vliegensoort uit de familie van de sluipvliegen (Tachinidae). De wetenschappelijke naam van de soort is voor het eerst geldig gepubliceerd in 1966 door Borisova-Zinoveva.